# Michał Bojasiński

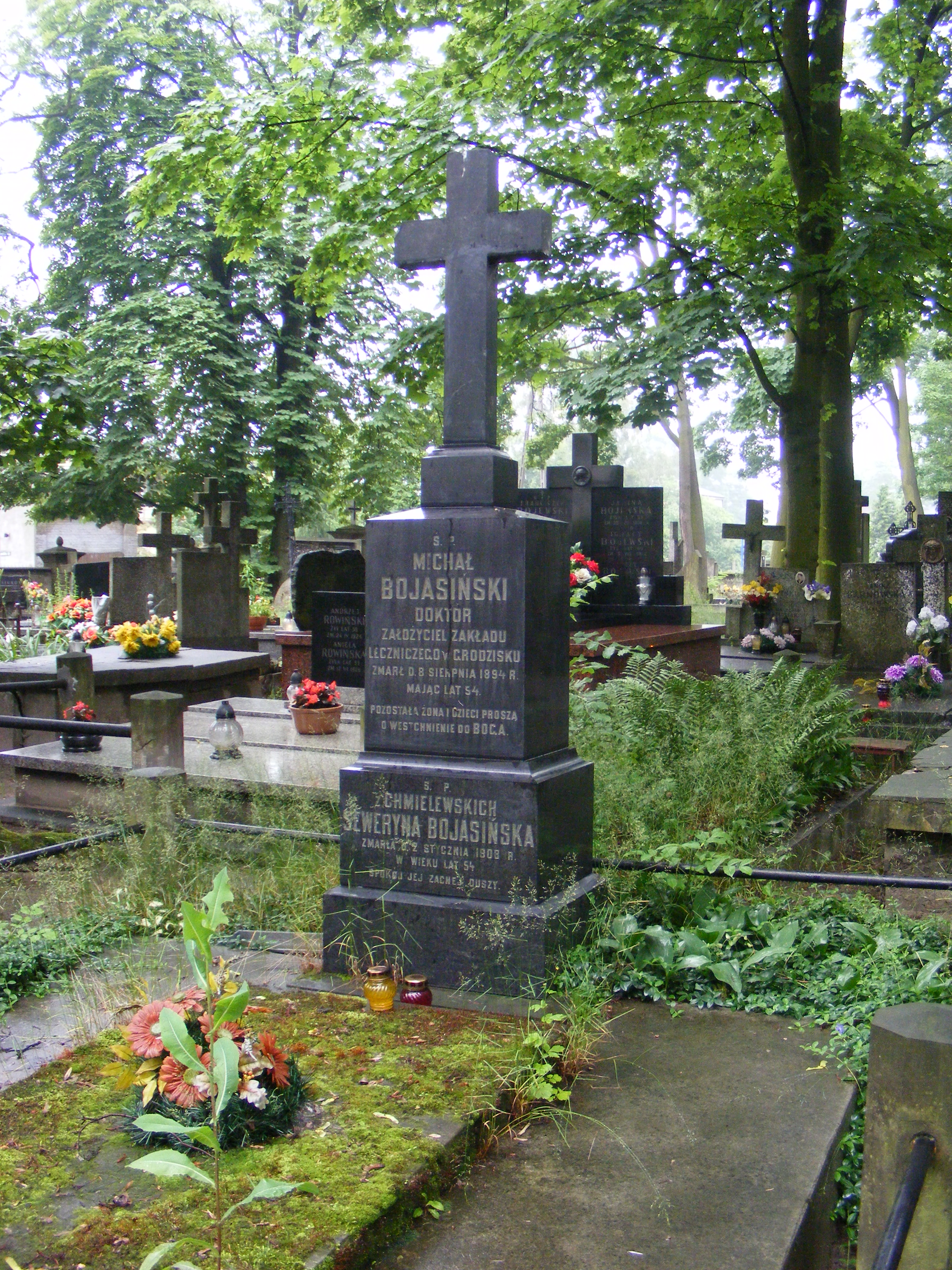
Nagrobek Michała Bojasińskiego
na cmentarzu parafialnym
w Grodzisku Mazowieckim

Michał Bojasiński (ur. 1840, zm. 8 sierpnia 1894) – polski lekarz.
W 1884 założył zakład wodoleczniczy w Jordanowicach, znajdujących się obecnie w granicach Grodziska Mazowieckiego. Był żonaty z Seweryną z Chmielewskich. Pochowany został w Grodzisku Mazowieckim.